# Barrington, Rhode Island
Barrington, kommun (town) i Bristol County, Rhode Island, USA med cirka 16 819 invånare (2000). 

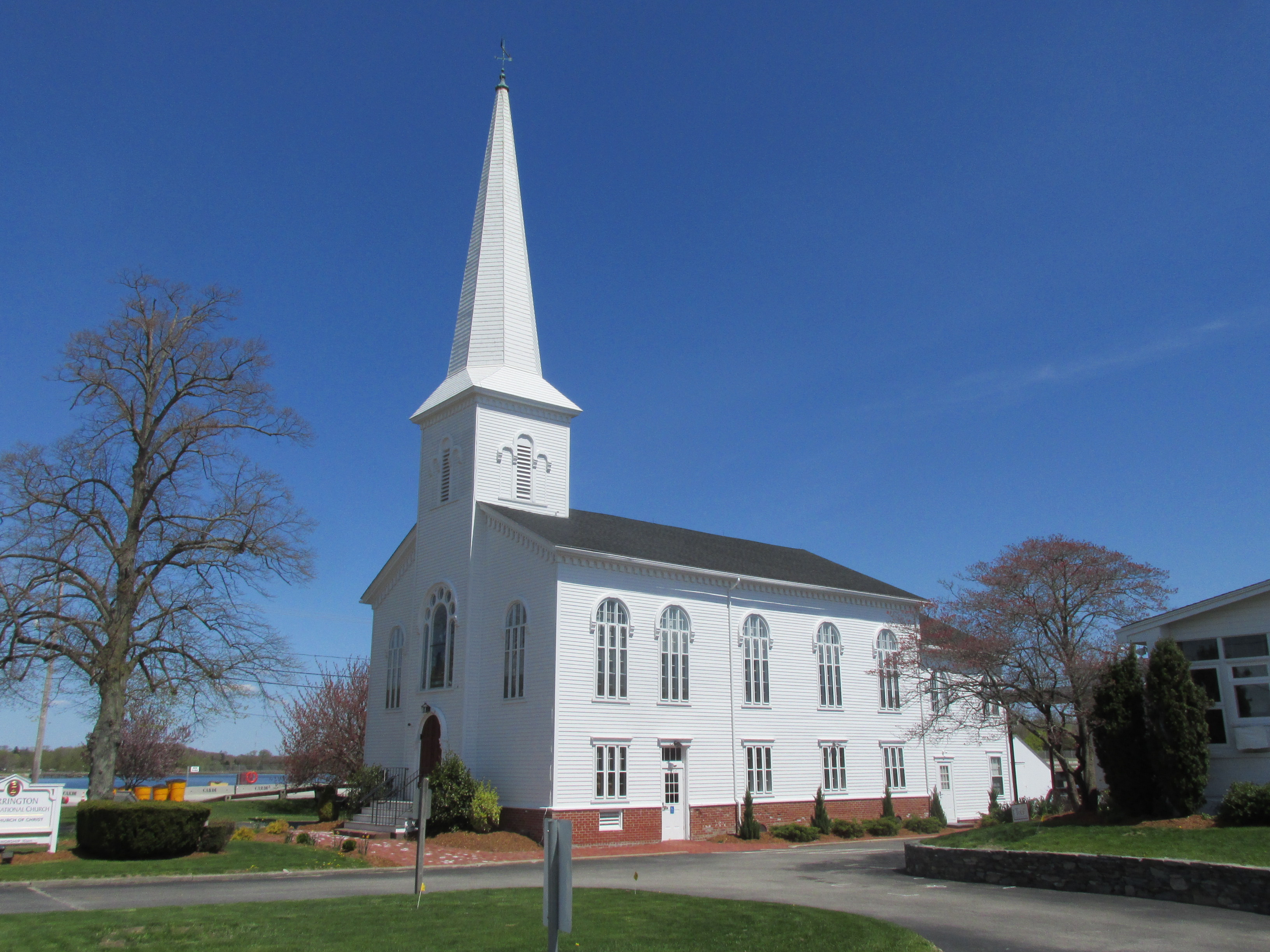